# Ernis
Œuvres principales
▪️Comme une reine (2022)
▪️ L'héritage des autres (2021)
▪️Back to my roots (œuvre collective 2017)
Ernis est une jeune romancière slameuse  et poétesse camerounaise.

## Biographie

### Enfance, éducation et débuts
Ernis naît à Bafoussam,Chef lieu de la région de L'Ouest en 1994 au Cameroun. Elle a été élevée au sein d'un clan de femmes, comprenant sa mère, sa grand-mère, son arrière-grand-mère et ses sept tantes. Ernis a une passion pour la lecture ; elle adore se faufiler discrètement dans les notes de son grand-père, qui est enseignant à l'école catholique du village où elle est inscrite.
Ernis étudie la philosophie à l'université de Yaoundé,. Elle embrasse l'écriture très tôt en rejoignant les clubs de journalisme dans les lycées qu'elle a fréquenté, notamment le Lycée de Bangang et le Lycée de Mbouda Rural. Cependant, sa rencontre avec l'œuvre "Balafon" d'Engelbert Mveng va transformer sa vie de manière radicale alors qu'elle est encore élève. Elle consacre désormais ses heures libres en classe à composer des poèmes célébrant l'Afrique.

## Carrière
Ernis est romancière, poétesse et slameuse.
En 2022, avec Comme une reine, son premier roman, elle remporte la troisième édition du Prix Voix d'Afriques après le romancier congolais Fann Attiki.
Comme une reine est un récit de ses conversations avec les mères du village sur le rôle de la femme dans la société africaine et l'histoire des luttes pour la libération du Cameroun.
L'aventure littéraire d'Ernis débute véritablement en 2017, lorsqu'elle remporte le prix national des jeunes auteurs du Cameroun avec son recueil de dix poèmes intitulé "Sur les sentiers de notre héritage". Depuis cet événement marquant, Ernis n'a cessé d'écrire. À Douala et à Yaoundé, elle a exercé en tant que ghostwriter pour de nombreuses organisations et particuliers.
En 2021, l’auteure a publié aux éditions Élite d'Afrique une pièce de théâtre intitulée “L'Héritage des autres”. Dans cette œuvre, une jeune femme remet en question la manière dont le pouvoir politique est exercé aujourd'hui et plaide pour la fin de la gérontocratie, du tribalisme et du favoritisme.

## Vie associative
Ernis est la présidente de l'association Lire au village. Cette association a pour but de créer et d'animer des bibliothèques dans les zones rurales au Cameroun.
L'association a, à ce jour, rassemblé plus de cinq mille élèves dans des villages reculés, autour des enjeux liés au droit à une éducation de qualité pour tous, à l'égalité entre les jeunes femmes et les jeunes hommes, ainsi qu'à l'inclusion. Chaque année, l'association mobilise des fonds pour scolariser les enfants issus de familles précaires ou en situation de handicap. En 2024, en raison de son engagement sur le terrain, elle a été reconnue comme une association d'intérêt général et humanitaire.
Elle participe aux consultations Poétiques et musicales du théâtre de la ville de Paris.

## Résidences et bourses
- EN 2022, Ernis a reçu une bourse de résidence à la Cité internationale des arts de Paris.
- En 2024, elle a été récompensée par une bourse conjointe de l'agence du livre et du cinéma de Nouvelle-Aquitaine et de la ville de Poitiers. Elle a passé six mois à la villa Bloch, résidence de l'éminent écrivain français Jean-Richard Bloch, où elle a commencé à écrire son deuxième roman.

## Prix et récompenses
- Prix littéraire national jeunes auteurs du Cameroun
- 2022 : Prix Voix d'Afriques.